# Крупське (Казахстан)
Кру́пське (каз. Крупское) — село у складі Железинського району Павлодарської області Казахстану. Входить до складу Лісного сільського округу.
Населення — 157 осіб (2021; 198 у 2009, 229 у 1999, 306 у 1989).
Національний склад станом на 1989 рік:
- росіяни — 49 %;
- казахи — 30 %.